# Chamaita nudarioides
Chamaita nudarioides  é uma mariposa da família  Erebidae. Ela é encontrada no Arquipélago de Bismarck.